# Прон
Прон (на немски: Prohn) е селище в Северна Германия, окръг Северна Предна Померания. Към 31 декември 2011 година населението му е 1978 души.

## География
Селището е в провинция Мекленбург-Предна Померания. Северната му част е на около 500 m от брега на Балтийско море. Между нея и Балтийско море е изградено от преграждане с бентове езеро от водите на морето. На 5 km на изток е град Щралзунд. На 72 km на югозапад е най-големият град в провинцията Росток, на още 90 km в същата посока след Росток е административният център на провинцията град Шверин. Разстоянието на север по вода до остров Рюген е около 5 km. Надморската височина на селището е от 0 до 5 m. Разположен е на площ от 16,08 km². Население – 1995 жители към 31 декември 2008.

## История
За първи път Прон се споменава в документ от 1240 г. на славянския княз Вицлав I от остров Рюген. В документа се посочва, че тогавашното селище получава самостоятелен статут и е отделено административно от намиращия се до него град Щралзунд. Името Прон вероятно произхожда от названието на славянския бог Перун. В миналото селището е седалище на княжеския наместник, както и център на княжеството на остров Рюген.

## Архитектура
Архитектурата на Прон е съчетание от стари сгради и ново строителство. Поради факта че до 90-те години на 20 век селището е в границите на бившата Германска демократична република, новото строителство преобладава. Построените през това време жилищни сгради са тухлени – едноетажни и двуетажни. Има и панелни жилищни блокове. Панелно строителство има и в обществените сгради. Така например сградата на средното училище е изградена от панели. След 1990 г. има ново строителство, свързано с новите икономически условия на частното производство. Освен новите жилищни сгради има производствени и складови селскостопански сгради, пекарни, сгради за преработка на месо и риба. В началото на 21 век в Прон има осново училище и средно училище, три гостилници-хотели, няколко здравни заведения, детски градини, старчески дом.

## Архитектурни и природни забележителности
- Националният парк „Форпомерше Боденландшафт“
- Тухлената църква, построена през втората половина на 13 век, реставрирана през 1960 г.
- Двата парка, разширени и реконструирани през 1990 г.

## Икономика
Още от времето на своето основаване Прон пази своите традиции като селскостопански и риболовен район. Равнинният терен около селището дава възможност за отглеждане на зърнени храни, а близостта до Балтийско море за риболов. Животновъдството, зеленчукопроизводството и овощарството са също част от икономиката на селището. Пекарството и месарството са традиционни занаяти от миналото.

## Квартали
- Зомерфелд
- Клайн Дамиц
- Муукс

## Галерия
- Църквата в Прон
- Езерото от преграждането с бентове на Балтийско море
- Паметник на световните войни в Прон